# Linnankatu (Turku)
La rue du château  (finnois : Linnankatu) est une des rues du plan hippodamien du centre de Turku en Finlande.

## Présentation

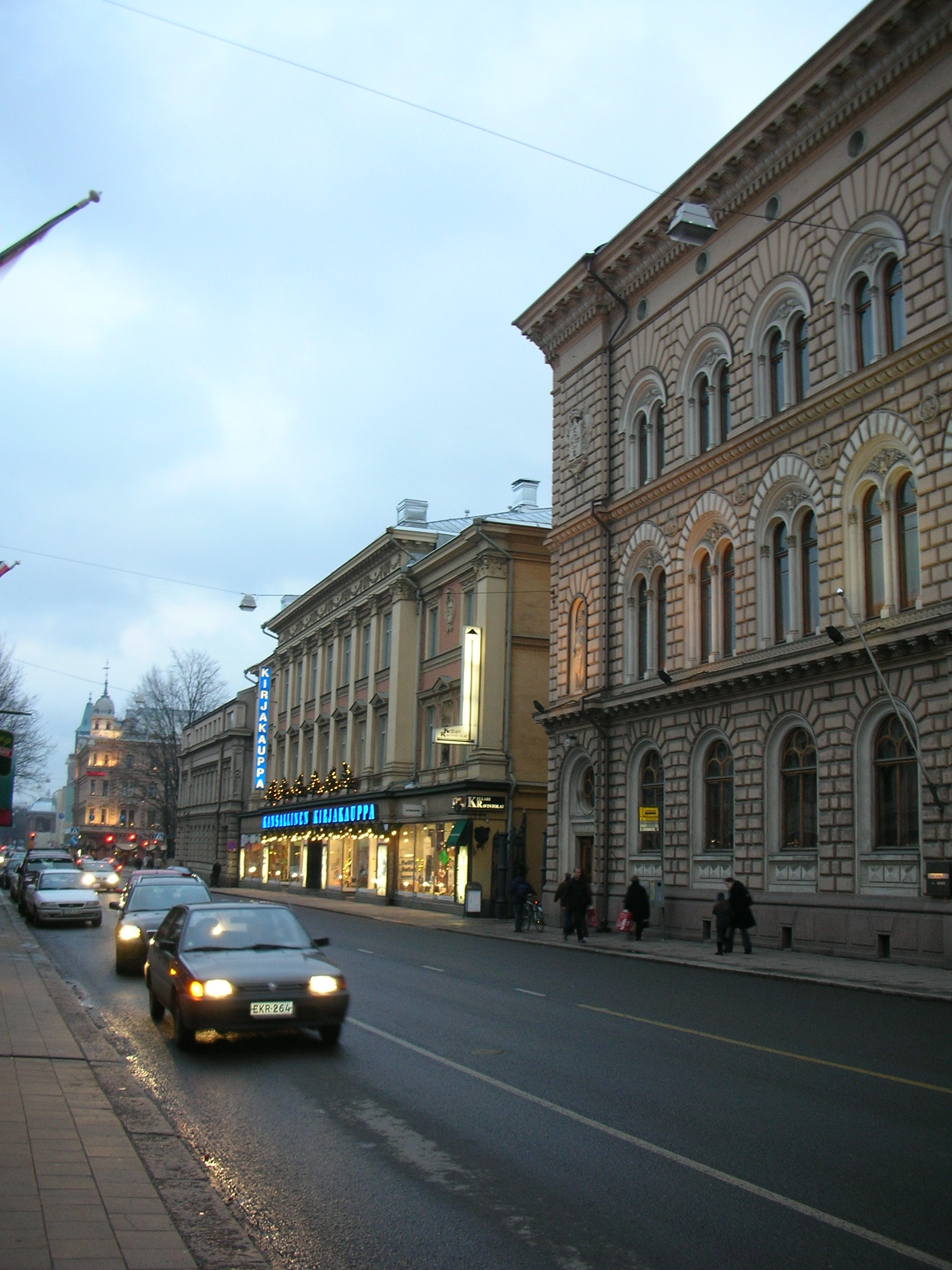
Linnankatu entre Aurakatu et Kristiinankatu.

La rue  Linnankatu part de la rue Aninkaistenkatu et finit dans le port de Turku.
Avec ses 3 717 mètres de  long elle est la plus longue rue de Turku.
Le début de la rue est une zone piétonne de Aninkaistenkatu à Vähätori c'est-à-dire jusqu'à Brahenkatu. 
Le château de Turku, est en bordure de Linnankatu. 

## Bâtiments de la rue
- Linnankatu 1: 1829, rénové par Albert Richardtson 1930–1940[2]
- Linnankatu 2: Bibliothèque principale de Turku[3]
  - ancienne partie Karl August Wrede 1903
  - nouvelle partie Asmo Jaaksi, JKMM 2007
  - Café dans la cour, Charles Bassi et Anton Wilhelm Arppe 1815–1817, Arthur Kajanus 1887
- Linnankatu 3: Maison Casagrande, Pehr Johan Gylich 1833, façade actuelle Frithiof Strandell 1904[2]
- Linnankatu 5: Brahenlinna, Olli Kestilä 1957[4]
- Linnankatu 7: Maison en bois
- Linnankatu 9–11: Forum, Bertel & Valter Jung 1927–1928[5]
- Linnankatu 13 / Aurakatu 3: Restaurant Old bank, Frithiof Strandell 1907[5]
- Linnankatu 15: Halle du marché de Turku
- Linnankatu 18: Turun Säästöpankki, Sebastian Gripenberg 1891[6]
- Linnankatu 20: Banque de Finlande, Gustaf Nyström 1914[7]
- Eskelinkatu 4: École classique
- Linnankatu 32: Marina Palace, Jaakko et Unto Rantanen 1974[8]
- Linnankatu 31: Linnateatteri et Turun Nuori Teatteri
- Linnankatu 33: Gunnar Wahlroos 1927–1928
- Linnankatu 36: Borenranta, Bertel Jung et Valter Jung 1928–1930[9]
- Linnankatu 37a: Albert Richardtson 1927–1928
- Linnankatu 38: Borenpuisto
- Linnankatu 43: ancienne usine de bouchons, Arthur Kajanus 1891
- Sairashuoneenpuisto
- Linnankatu 44–46: Barkerinpuisto
- Linnankatu 50: Station du funiculaire de Kakolanmäki
- Linnankatu 54–60: Ancienne usine, Gunnar Wahlroos 1928–1935, Mikko Pulkkinen, Pauno Narjus et Philip Kronqvist, 1994–1997[10]
  - Académie des Arts
  - Salle Sigyn
  - Conservatoire de Turku
- Veistämönaukio 1-3: World Trade Center de Turku
- Linnankatu 56: Varvintori
- Linnankatu 67: Turku Energia
- Linnankatu 72: Forum Marinum, Helge Rancken 1894, Valde Aulanko 1930–1937,  Mikko Pulkkinen et Pauno Narjus 1999–2011[10]
- Linnankatu 64: Dépôt de torpilles, Kalle Lehtovuori 1935[10]
- Linnankatu 80: Château de Turku, Linnanpuisto
- Linnankatu 91: Terminal de Silja Line, Peterson & Söner 1972[11]

## Galerie

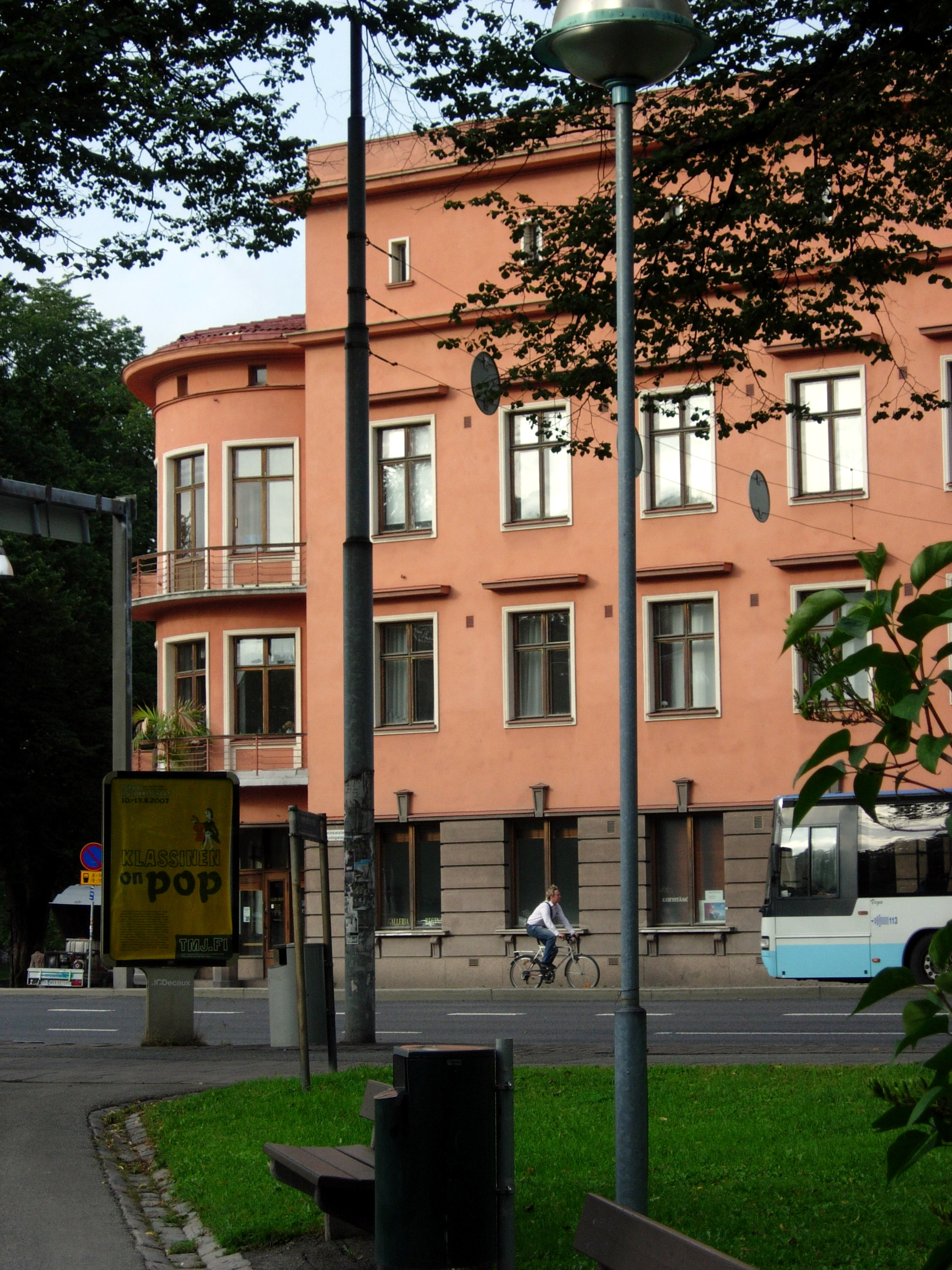
Linnankatu 1.
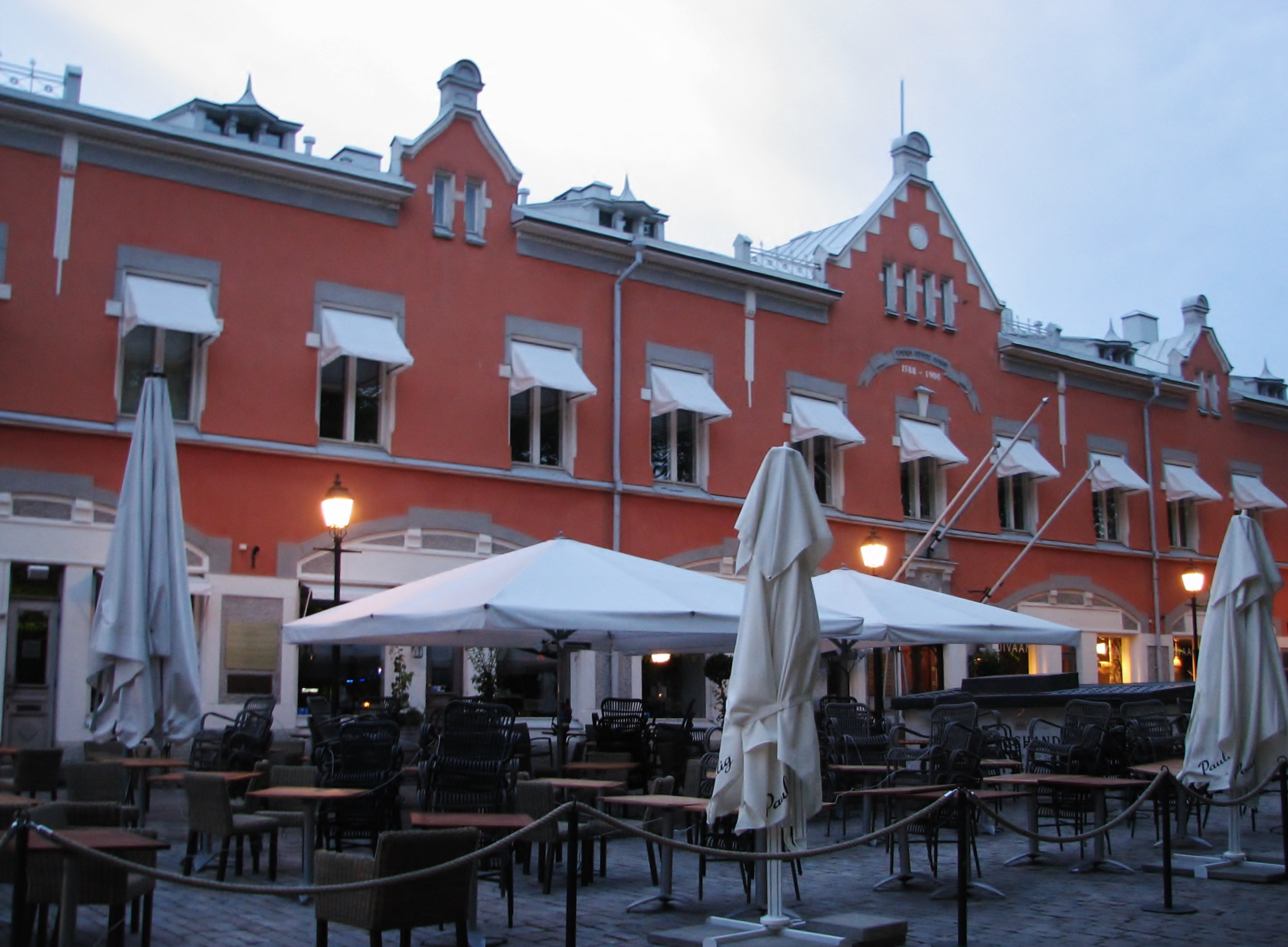
Linnankatu 3.
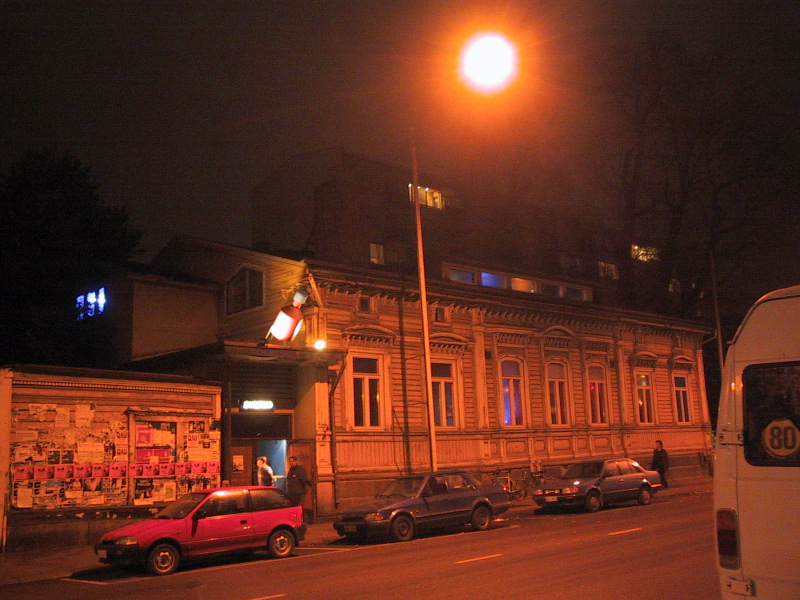
Linnankatu 7.
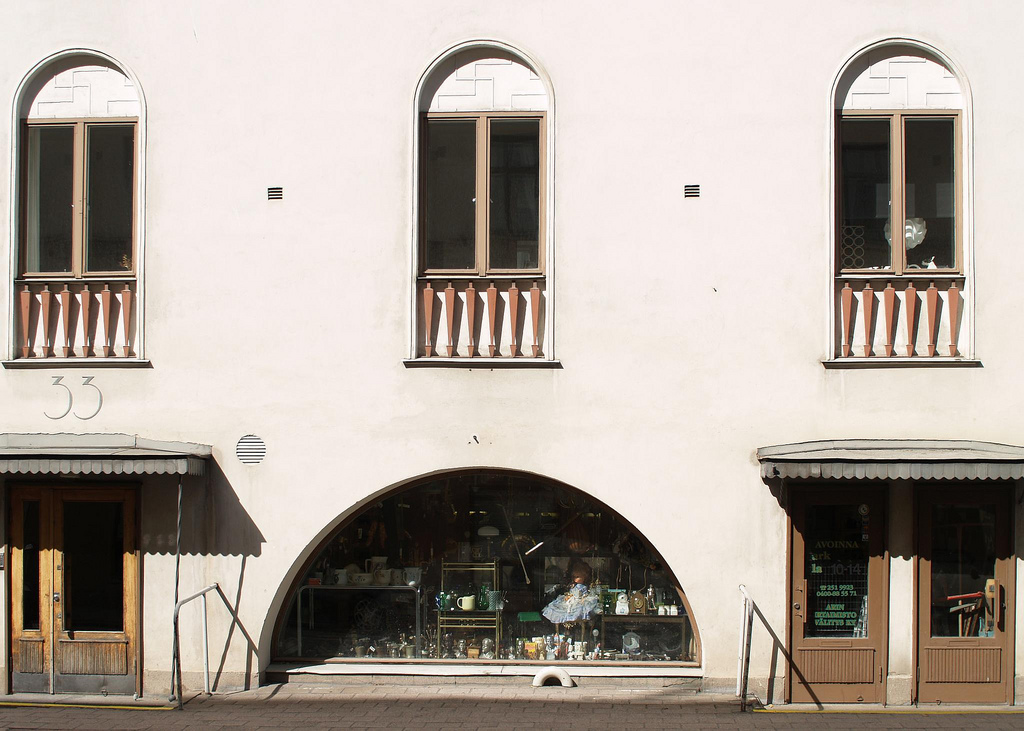
Linnankatu 33.
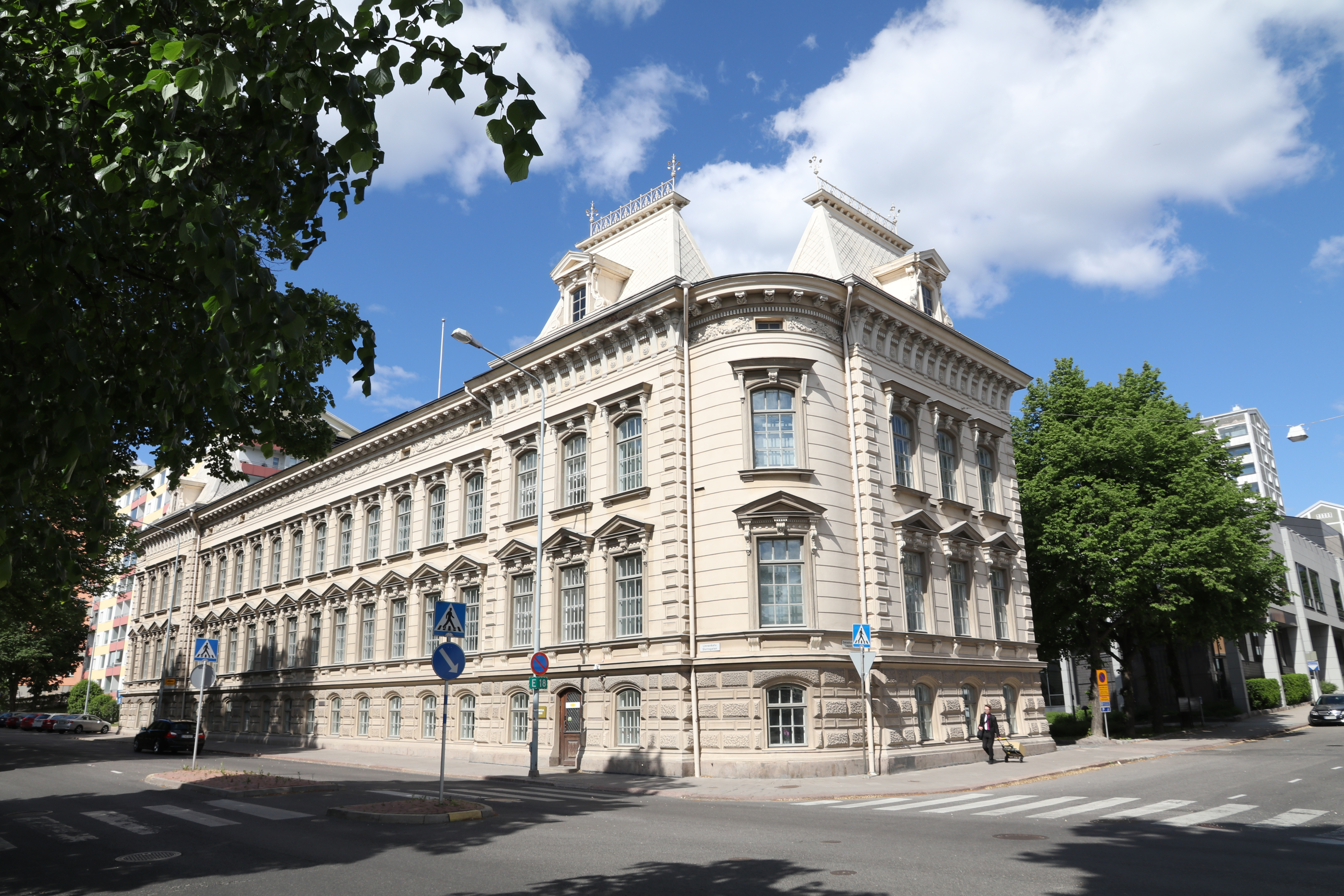
Linnankatu 43.